# Noorwegen op de Olympische Winterspelen 1968
Tijdens de Olympische Winterspelen van 1968, die in Grenoble (Frankrijk) werden gehouden, nam Noorwegen voor de tiende keer deel.

## Medailleoverzicht
| Sport          | Olympiër                                                  | Discipline             | Medaille |
| -------------- | --------------------------------------------------------- | ---------------------- | -------- |
| Biatlon        | Magnar Solberg                                            | 20 km (m)              | Goud     |
| Langlaufen     | Ole Ellefsæter                                            | 50 km (m)              | Goud     |
| Langlaufen     | Harald Grønningen                                         | 15 km (m)              | Goud     |
| Langlaufen     | Odd Martinsen Pål Tyldum Harald Grønningen Ole Ellefsæter | 4x10 km estafette (m)  | Goud     |
| Langlaufen     | Inger Aufles Babben Enger-Damon Berit Mørdre              | 3x5 km estafette (v)   | Goud     |
| Schaatsen      | Fred Anton Maier                                          | 5000 m (m)             | Goud     |
| Biatlon        | Ola Wærhaug Olav Jordet Magnar Solberg Jon Istad          | 4x7,5 km estafette (m) | Zilver   |
| Langlaufen     | Odd Martinsen                                             | 30 km (m)              | Zilver   |
| Langlaufen     | Berit Mørdre                                              | 10 km (v)              | Zilver   |
| Schaatsen      | Ivar Eriksen                                              | 1500 m (m)             | Zilver   |
| Schaatsen      | Fred Anton Maier                                          | 10.000 m (m)           | Zilver   |
| Schaatsen      | Magne Thomassen                                           | 500 m (m)              | Zilver   |
| Langlaufen     | Inger Aufles                                              | 10 km (v)              | Brons    |
| Schansspringen | Lars Grini                                                | grote schans (m)       | Brons    |

## Deelnemers en resultaten

### Alpineskiën
| Olympiër                | Discipline       | Resultaat | Prestatie             |
| ----------------------- | ---------------- | --------- | --------------------- |
| Lasse Hamre             | afdaling (m)     | 34e       | 2.06,93 (+7,08)       |
| Lasse Hamre             | slalom (m)       | 14e       | 1.44,15 (+4,42)       |
| Håkon Mjøen             | reuzenslalom (m) | 19e       | 3.38,34 (+9,06)       |
| Håkon Mjøen             | slalom (m)       | dq-2      | diskwalificatie run 2 |
| Jon Terje Øverland      | afdaling (m)     | 23e       | 2.05,34 (+5,49)       |
| Jon Terje Øverland      | reuzenslalom (m) | 25e       | 3.39,57 (+10,29)      |
| Jon Terje Øverland      | slalom (m)       | 17e       | 1.44,88 (+5,15)       |
| Bjarne Strand           | afdaling (m)     | 17e       | 2.03,20 (+3,35)       |
| Bjarne Strand           | reuzenslalom (m) | 29e       | 3.41,17 (+11,89)      |
| Bjarne Strand           | slalom (m)       | 22e       | 1.47,38 (+7,65)       |
| Otto Tschudi            | afdaling (m)     | dnf       | opgave                |
| Otto Tschudi            | reuzenslalom (m) | dnf-1     | opgave run 1          |
|                         |                  |           |                       |
| Fredrikke Eger-Bergmann | slalom (v)       | dnf-2     | opgave run 2          |
| Aud Hvammen             | reuzenslalom (v) | 28e       | 2.01,30 (+9,33)       |
| Aud Hvammen             | slalom (v)       | dq-1      | diskwalificatie run 1 |

### Biatlon
| Olympiër                                         | Discipline             | Resultaat | Prestatie                                                                           |
| ------------------------------------------------ | ---------------------- | --------- | ----------------------------------------------------------------------------------- |
| Magnar Solberg                                   | 20 km (m)              | Goud      | 1:13.45,9 pen.: 0 (0 / 0 / 0 / 0)                                                   |
| Jon Istad                                        | 20 km (m)              | 11e       | 1:21.43,1 (+7.57,2) pen.: 2                                                         |
| Ola Wærhaug                                      | 20 km (m)              | 13e       | 1:22.12,9 (+8.27,0) pen.: 3                                                         |
| Ragnar Tveiten                                   | 20 km (m)              | 26e       | 1:27.17,4 (+13.31,5) pen.: 11                                                       |
| Ola Wærhaug Olav Jordet Magnar Solberg Jon Istad | 4x7,5 km estafette (m) | Zilver    | 2:14.50,2 (+1.47,8) pen.: 5 (1 / 2 / 0 / 2) (35.12,1 / 34.06,8 / 32.26,4 / 33.04,9) |

### Langlaufen
| Olympiër                                                  | Discipline            | Resultaat | Prestatie                                         |
| --------------------------------------------------------- | --------------------- | --------- | ------------------------------------------------- |
| Gjermund Eggen                                            | 30 km (m)             | 34e       | 1:43.29,6 (+7.50,4)                               |
| Ole Ellefsæter                                            | 50 km (m)             | Goud      | 2:28.45,8                                         |
| Harald Grønningen                                         | 15 km (m)             | Goud      | 47.54,2                                           |
| Harald Grønningen                                         | 30 km (m)             | 13e       | 1:38.26,7 (+2.47,5)                               |
| Reidar Hjermstad                                          | 15 km (m)             | 17e       | 50.25,7 (+2.31,5)                                 |
| Reidar Hjermstad                                          | 50 km (m)             | 8e        | 2:31.01,8 (+2.16,0)                               |
| Odd Martinsen                                             | 15 km (m)             | 8e        | 48.59,3 (+1.05,1)                                 |
| Odd Martinsen                                             | 30 km (m)             | Zilver    | 1:36.28,9 (+49,7)                                 |
| Odd Martinsen                                             | 50 km (m)             | 18e       | 2:33.51,4 (+5.05,6)                               |
| Lorns Skjemstad                                           | 30 km (m)             | 11e       | 1:37.53,4 (+2.14,2)                               |
| Pål Tyldum                                                | 15 km (m)             | 7e        | 48.42,0 (+47,8)                                   |
| Pål Tyldum                                                | 50 km (m)             | 4e        | 2:29.26,7 (+40,9)                                 |
| Odd Martinsen Pål Tyldum Harald Grønningen Ole Ellefsæter | 4x10 km estafette (m) | Goud      | 2:08.33,5 (31.57,3 / 32.13,8 / 32.05,2 / 32.17,2) |
|                                                           |                       |           |                                                   |
| Inger Aufles                                              | 5 km (v)              | 7e        | 16.58,1 (+12,9)                                   |
| Inger Aufles                                              | 10 km (v)             | Brons     | 37.59,9 (+1.13,4)                                 |
| Tone Dahle                                                | 5 km (v)              | 28e       | 18.09,1 (+1.23,9)                                 |
| Babben Enger-Damon                                        | 5 km (v)              | 21e       | 17.43,3 (+58,1)                                   |
| Babben Enger-Damon                                        | 10 km (v)             | 8e        | 38.54,4 (+2.07,9)                                 |
| Katharina Mo-Berge                                        | 10 km (v)             | 17e       | 39.35,4 (+2.48,9)                                 |
| Berit Mørdre                                              | 5 km (v)              | 10e       | 17.11,9 (+26,7)                                   |
| Berit Mørdre                                              | 10 km (v)             | Zilver    | 37.54,6 (+1.08,1)                                 |
| Inger Aufles Babben Enger-Damon Berit Mørdre              | 3x5 km estafette (v)  | Goud      | 57.30,0 (19.08,0 / 19.19,5 / 19.02,5)             |

### Noordse combinatie
| Olympiër        | Discipline | Resultaat | Prestatie                                     |
| --------------- | ---------- | --------- | --------------------------------------------- |
| Mikkel Dobloug  | mannen     | 21e       | 387,22 punten schans: 192,4 p 15 km: 194,82 p |
| Markus Svendsen | mannen     | 27e       | 377,85 punten schans: 210,8 p 15 km: 167,05 p |
| Kåre Olav Berg  | mannen     | 28e       | 375,60 punten schans: 204,4 p 15 km: 171,20 p |
| Gjert Andersen  | mannen     | 40e       | 323,69 punten schans: 221,2 p 15 km: 102,49 p |

### Rodelen
| Olympiër          | Discipline | Resultaat | Prestatie       |
| ----------------- | ---------- | --------- | --------------- |
| Rolf Greger Strøm | mannen     | 19e       | 2.56,99 (+4,51) |
| Jan-Axel Strøm    | mannen     | 21e       | 2.57,14 (+4,66) |

### Schaatsen
| Olympiër             | Discipline   | Resultaat | Prestatie       |
| -------------------- | ------------ | --------- | --------------- |
| Ivar Eriksen         | 1500 m (m)   | Zilver    | 2.05,0 (+1,6)   |
| Roar Grønvold        | 500 m (m)    | 13e       | 41,1 (+0,8)     |
| Per Willy Guttormsen | 5000 m (m)   | 4e        | 7.27,8 (+5,4)   |
| Per Willy Guttormsen | 10.000 m (m) | 4e        | 15.32,6 (+9,0)  |
| Arne Herjuaune       | 500 m (m)    | 5e        | 40,7 (+0,4)     |
| Johan Lind           | 500 m (m)    | 29e       | 42,3 (+2,0)     |
| Fred Anton Maier     | 5000 m (m)   | Goud      | 7.22,4          |
| Fred Anton Maier     | 10.000 m (m) | Zilver    | 15.23,9 (+0,3)  |
| Svein-Erik Stiansen  | 1500 m (m)   | 7e        | 2.05,5 (+2,1)   |
| Svein-Erik Stiansen  | 5000 m (m)   | 12e       | 7.39,6 (+17,2)  |
| Magne Thomassen      | 500 m (m)    | Zilver    | 40,5 (+0,2)     |
| Magne Thomassen      | 1500 m (m)   | 4e        | 2.05,1 (+1,7)   |
| Magne Thomassen      | 10.000 m (m) | 7e        | 15.44,9 (+21,3) |
| Bjørn Tveter         | 1500 m (m)   | 5e        | 2.05,2 (+1,8)   |
|                      |              |           |                 |
| Kirsti Biermann      | 500 m (v)    | 8e        | 46,8 (+0,7)     |
| Kirsti Biermann      | 1000 m (v)   | 9e        | 1.35,0 (+2,4)   |
| Kari Kåring          | 1500 m (v)   | 14e       | 2.29,9 (+7,5)   |
| Kari Kåring          | 3000 m (v)   | 17e       | 5.20,6 (+24,4)  |
| Lisbeth Berg         | 500 m (v)    | 11e       | 47,0 (+0,9)     |
| Lisbeth Berg         | 1000 m (v)   | 13e       | 1.36,8 (+4,2)   |
| Lisbeth Berg         | 1500 m (v)   | 17e       | 2.30,7 (+8,3)   |
| Lisbeth Berg         | 3000 m (v)   | 16e       | 5.19,6 (+23,4)  |
| Sigrid Sundby        | 500 m (v)    | 6e        | 46,7 (+0,6)     |
| Sigrid Sundby        | 1000 m (v)   | 6e        | 1.34,5 (+1,9)   |
| Sigrid Sundby        | 1500 m (v)   | 4e        | 2.25,2 (+2,8)   |
| Sigrid Sundby        | 3000 m (v)   | 9e        | 5.13,3 (+17,1)  |

### Schansspringen
| Olympiër          | Discipline         | Resultaat | Prestatie                  |
| ----------------- | ------------------ | --------- | -------------------------- |
| Jo Inge Bjørnebye | normale schans (m) | 31e       | 190,4 punten (73,5+67,0m)  |
| Lars Grini        | normale schans (m) | 13e       | 206,1 punten (74,5+73,0m)  |
| Lars Grini        | grote schans (m)   | Brons     | 214,3 punten (99,0+93,5m)  |
| Jan Olaf Roaldset | normale schans (m) | 21e       | 197,7 punten (73,0+73,0m)  |
| Jan Olaf Roaldset | grote schans (m)   | 13e       | 202,6 punten (100,5+91,5m) |
| Bent Tomtum       | grote schans (m)   | 5e        | 212,2 punten (98,5+95,0m)  |
| Bjørn Wirkola     | normale schans (m) | 4e        | 212,0 punten (76,5+72,5m)  |
| Bjørn Wirkola     | grote schans (m)   | 23e       | 189,3 punten (93,0+87,0m)  |

### IJshockey
| Olympiër | Discipline | Resultaat | Prestatie |
| --- | ---------- | --------- | --- |
| Kåre Østensen Thor Martinsen Terje Steen Svein Norman Hansen Tor Gundersen Odd Syversen Arne Mikkelsen Christian Petersen Rodney Riise Per Skjerwen Olsen Steinar Bjølbakk Svein Haagensen Georg Smefjell Trygve Bergeid Terje Thoen Olav Dalsøren Bjørn Johansen | mannen     | 11e       | kwalificatieronde: 1 - 3 Noorwegen - DDR B-groep (9e-14e plaats): 4 - 1 Noorwegen - Frankrijk 0 - 4 Noorwegen - Japan 5 - 4 Noorwegen - Oostenrijk 4 - 3 Noorwegen - Roemenië 2 - 3 Noorwegen - Joegoslavië |

Argentinië · Australië · Bondsrepubliek Duitsland · Bulgarije · Canada · Chili · Denemarken · Duitse Democratische Republiek · Finland · Frankrijk · Griekenland · Groot-Brittannië · Hongarije · IJsland · India · Iran · Italië · Japan · Joegoslavië · Libanon · Liechtenstein · Marokko · Mongolië · Nederland · Nieuw-Zeeland · Noorwegen · Oostenrijk · Polen · Roemenië · Sovjet-Unie · Spanje · Tsjecho-Slowakije · Turkije · Verenigde Staten · Zuid-Korea · Zweden · Zwitserland